# Jean-Michel Ducancelle
Jean-Michel Ducancelle (* 25. Dezember 1960 in Guadeloupe) ist ein französischer Designer und Architekt. Er entwirft schwimmende Häuser (Anthénéa), Yachten, Pontons und Innenarchitektur. 
Dazu hat er einen leichten Beton entwickelt. Dieser leichte Beton besteht aus sehr feinem Sand, Spezialzement, Synthetikfasern und Pigmenten, die der Anfärbung des Betons nach Vorgabe des Designs dienen. Die geringe Dichte und die auf den eingelagerten Fasern beruhende hohe Festigkeit erlauben Platten von nur 4 mm Dicke. Der Beton kann für Möbel, zur Innenausstattung von Räumen sowie zur Dekoration verwendet werden.
Zusammen mit Pierre Cardin, für den er eine Residenz gestaltete, vertreibt er die Anthénéas.
Ducancelle lebt in Frankreich in Avrillé.